# Aeroporto de Nuremberga

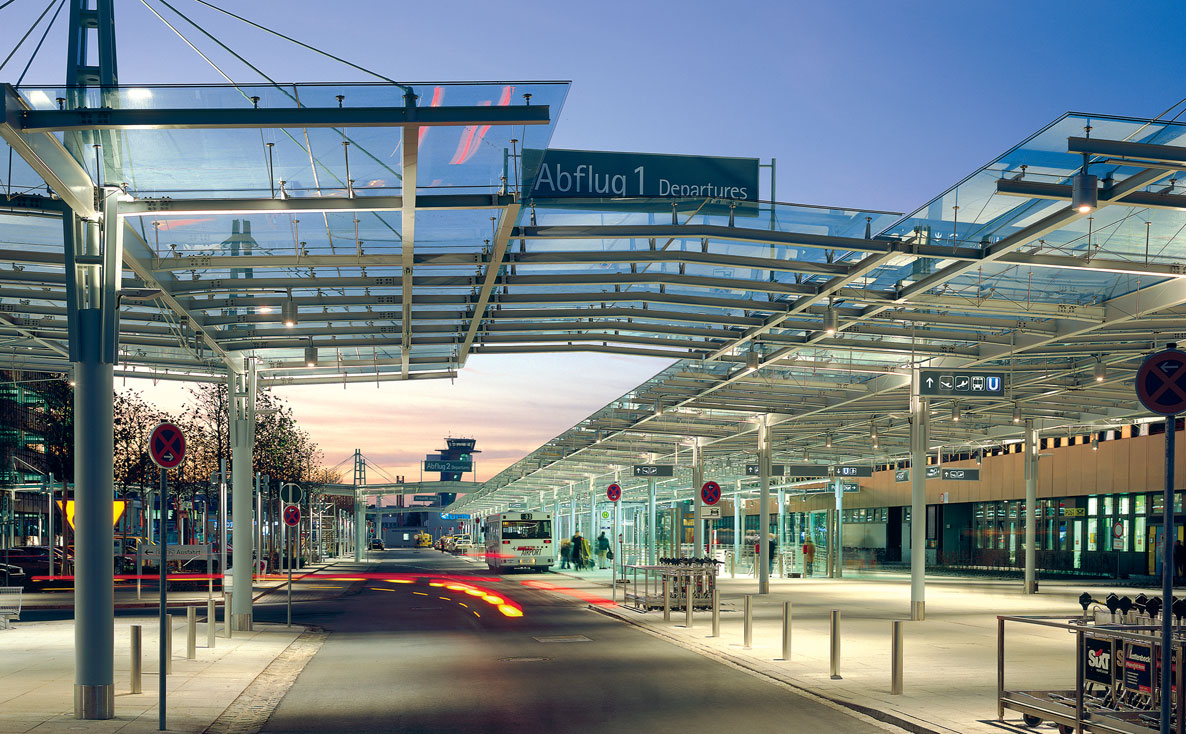
Aeroporto de Nuremberga

O Aeroporto de Nuremberga (em alemão: Flughafen Nuremberg) (IATA: NUE, ICAO: EDDN) é um aeroporto localizado na cidade de Nuremberga, no estado da Baviera, na Alemanha.